# Výstražný radiolokační přijímač

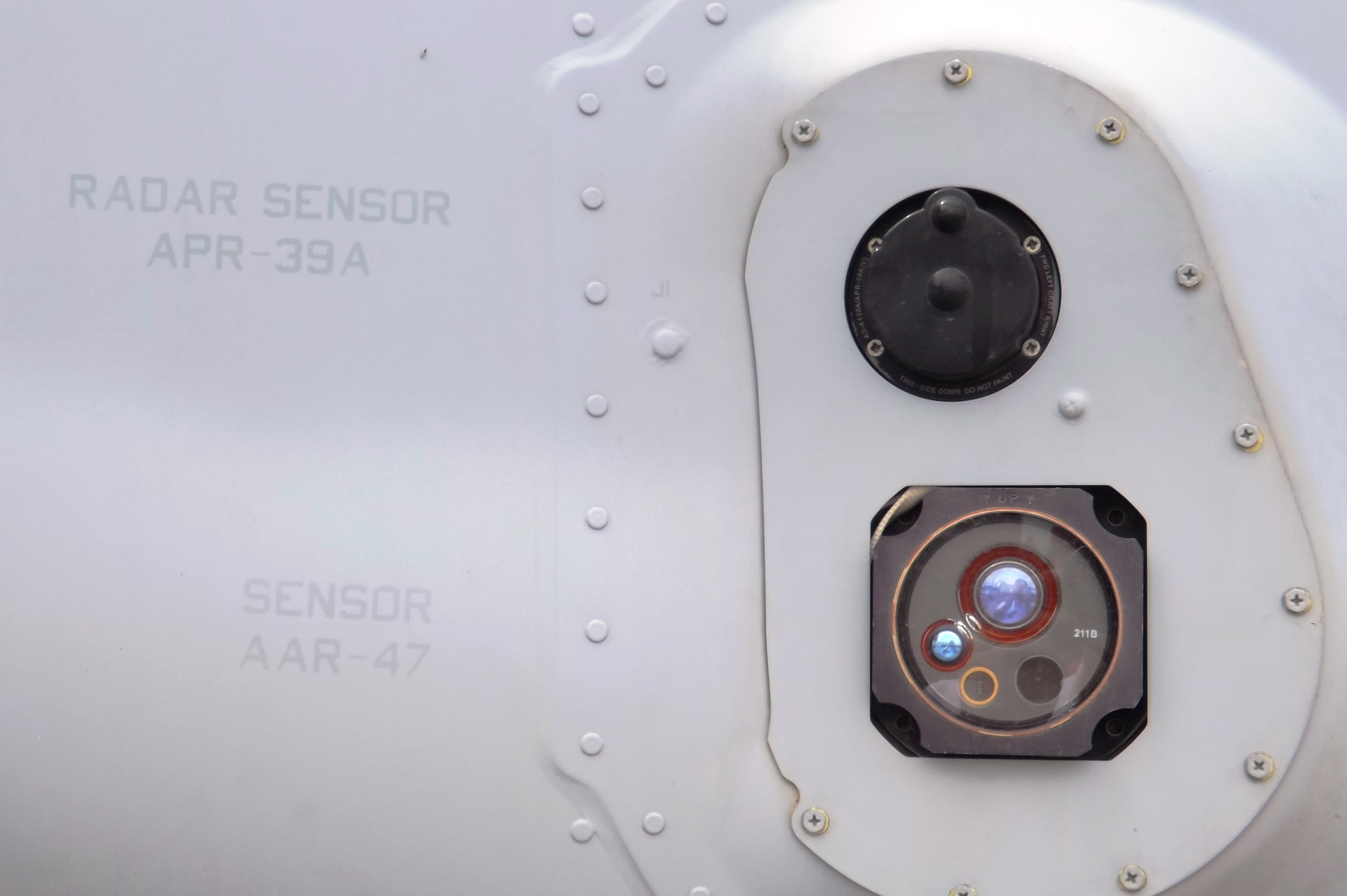
Senzor výstražného radarového přijímače AN/APR-39 je součástí výstražného přijímače před PLŘS (MAWS) AN/AAR-47 na americkém konvertoplánu Bell Boeing V-22 Osprey.

Výstražný radiolokační přijímač (také výstražný radarový přijímač nebo varovný radarový přijímač, anglicky radar warning receiver, zkratkou RWR) je elektronický systém, který zachycuje rádiové záření radiolokátorů. Jeho primární funkcí je upozornit na detekci radarem, který by mohl představovat hrozbu. Tyto systémy mohou být instalovány na různých vojenských zařízeních: letadlech, vrtulnících, lodích, tancích, pozemních základnách apod. Varování pak může posádka využít ve svůj prospěch, například pilot vojenského letounu je takto upozorněn na zaměření nepřátelským radarem, což může znamenat riziko sestřelení protiletadlovou řízenou střelou, a tak podnikne protiopatření.
Moderní RWR systémy jsou sofistikované a dokáží určit zdroj radarového záření analýzou síly signálu, fáze a dalších detailů. Nezřídka bývají integrovány ve společném elektronickém kompletu výstrahy a rušení. Informace o síle signálu a vlnových charakteristikách poslouží ke klasifikaci hrozby, jakou radar představuje.
Civilní obdobou je tzv. antiradar.

## Typy RWR
Přehled vybraných typů systémů RWR (v závorce je uvedena země původu a prostředek, který je jimi osazen). Výčet nemusí být kompletní.
- Litton AN/ALR-46 (USA)[4]
- Lockheed Martin AN/ALR-56M (USA)
- Litton AN/ALR-62(V)4 (USA, EF-111A Raven)
- Litton AN/ALR-66B(V)3 (USA)
- Litton AN/ALR-67 (USA, F-14, F-18, EA-6B, AV-8B)
- Hughes AN/ALR-67(V)3 (USA)[5]
- Litton AN/ALR-69 (USA, F-16, A-10, F-4E)[6]
- Litton AN/ALR-74 (USA, update ALR-69)
- Lockheed Martin AN/ALR-76 (USA, EP-3, S-3)
- AN/ALR-94 (USA, F-22)
- Litton AN/ALR-606 (USA)
- AN/APR-39 (USA, zabudován v AH-1S, UH-1H, AH-1W, AH-64A)
- Lockheed Martin AN/APR-43 (USA)
- McDonnell Douglas AN/APR-47 (USA)
- BOW-21 (Švédsko)
- Thomson-CSF TMV008H (Francie, zabudován v Pumě)
- Selenia IHS-6X - integrovaný detekční a rušící systém (zabudován v Agustě A109)
- Elettronica ELT156-05 (Itálie, zabudován v Agustě A129)[7]
- Dassault Electronique EWR-99 (Francie, zabudován v Gazelle, Pumě, Cougaru, W-3H Huzar)
- Marconi ARI 18228 (Spojené království, zabudován v Pumě)
- Marconi ARI 18228 Sky Guardian (Spojené království, zabudován v Pumě, Lynx AH Mk. 7)
- Marconi AWARE-3 (Spojené království, zabudován v Lynx AH Mk. 7)
- Marconi Sky Guarding 200 (Spojené království, zabudován v Merlin HC Mk.3)
- L-150 Pastel (SSSR/Rusko, zabudován v Ka-50, Mi-28N)
- SPO/SPA-18 Pastel (SSSR, zabudován v Mi-24VPI, Mi-24VPT)
- SPO-15 Berjoza (SSSR, MiG-23)
- Sirena (SSSR)
- MIR-2 Orange Crop (zabudován v Sea King ASoC. 7)
- Elisra SPS-20(V)
- Thales Spectra (Francie, elektronický systém zahrnující RWR, LWR a MAWS pro Dassault Rafale)